# Cañamomo
I Cañamomo sono un gruppo etnico indigeno della Colombia, con una popolazione stimata di circa 25000 persone. Questo gruppo etnico è per la maggior parte di fede animista.
Vivono soprattutto nella riserva Resguardo de Cañamomo y Lomaprieta, nel dipartimento di Caldas, in Colombia.